# (22277) Hirado
(22277) Hirado est un astéroïde de la ceinture principale.

## Description
(22277) Hirado est un astéroïde de la ceinture principale. Il fut découvert le 14 novembre 1982 à Kiso par Hiroki Kosai et Kiichiro Hurukawa. Il présente une orbite caractérisée par un demi-grand axe de 2,60 UA, une excentricité de 0,17 et une inclinaison de 13,1° par rapport à l'écliptique.